# Comunión Anglicana Tradicional
La Comunión Anglicana Tradicional (T.A.C.) (en inglés: Traditional Anglican Communion) es una comunión de iglesias anglicanas en el Movimiento Anglicano de Continuación independiente de la Comunión anglicana y del Arzobispo de Canterbury.

## Doctrina
El TAC confirma la doctrina teológica de la Declaración de St. Louis y una interpretación católica de los Treinta y Nueve Artículos. Cada una de las respectivas jurisdicciones en comunión utilizan el Libro de Oración Común libre de la innovaciones. La mayoría de los feligreses de estas iglesias se describen como anglo-católicos en su teología y práctica litúrgica. Algunas parroquias usan el Misal Anglicano en sus liturgias. La TAC se guía por un colegio de obispos de toda la comunión tradicional y encabezado por un obispo elegido considerado como Primado.
La TAC fue creada por Louis Falk en 1991 y fue su primer primado ese mismo año. Lo sucedió en el 2002, John Hepworth, arzobispo de la Iglesia Católica Anglicana de Australia.
Las iglesias de la TAC se han separado de su origen las iglesias de la Comunión anglicana por una serie de cuestiones diferentes. La cuestión principal ha sido la ordenación de mujeres. Otros temas incluyen revisiones litúrgicas, la aceptación de la homosexualidad y la importancia de la tradición. Afirman que la Comunión Anglicana ha traicionado la tradición apostólica de la Iglesia.

## Relación con la Iglesia Católica
La Comunión ha buscado la unidad con la Iglesia católica tratando de no perder lo esencial de su tradición anglicana. En una declaración que fue autorizada por el Arzobispo Hepworth publicada el 16 de octubre de 2007: 

El Colegio de Obispos de la Comunión Tradicional Anglicana (TAC) reunida en Sesión Plenaria en Portsmouth, Inglaterra, en la primera semana de octubre de 2007. Los Obispos y Vicarios Generales unánimemente acuerdan con el texto de la carta de la Sede de Roma buscando una unión plena, corporativa y sacramental. La carta fue firmada solemnemente por todo el Colegio y confiada al Primado y a dos obispos elegidos por el Colegio para que sea presentada a la Santa Sede. La carta fue cordialmente recibida por la Congregación para la Doctrina de la Fe. El Primado de la TAC. El Primado de la TAC ha estado de acuerdo que ningún miembro del Colegio otorgue entrevistas hasta que la Santa Sede haya considerado la carta y la haya respondido.

La Congregación para la Doctrina de la Fe ha respondido el 5 de julio de 2008, señalando que ha tomado seriamente una unión con la TAC y observando que "la situación dentro de la Comunión Anglicana en general se han vuelto marcadamente más complejas".
En enero de 2009 la prensa ha informado que el papa Benedicto XVI le ofrecería a la TAC el estatus de prelatura personal, estatus similar al que ostenta el Opus Dei. En realidad se trata de una nueva estructura canónica: el ordinariato personal. En noviembre de 2009 la Santa Sede publicó la Constitución Apostólica Anglicanorum coetibus acerca de la institución de Ordinariatos personales para los anglicanos que entran en la plena comunión con la Iglesia católica.
Este acercamiento entre ambas comuniones cristianas ha culminado en la aceptación por parte de la Iglesia Católica del ingreso de toda la Comunión Anglicana Tradicional en su seno. El anuncio fue hecho el 20 de octubre de 2009 por el Cardenal Joseph Levada, Prefecto de la Congregación de la Doctrina de la Fe y se prevé el ingreso de no menos de 400.000 nuevos fieles a la Iglesia Católica. Se admitirá que los sacerdotes anglicanos casados puedan ser ordenados como sacerdotes católicos sin renunciar a sus esposas, excepción que no será aplicada para los obispos anglicanos que quieran ser ordenados como obispos católicos.
El 1 de marzo de 2012, reunidos en Johannesburgo, se rechaza la entrada en bloque de la T.A.C.en la Iglesia Católica y se declara totalmente anglicana.
Desde marzo de 2012 se da libertad a las diferentes ramas en lo que respeta a su relación con la iglesia anglicana y católica. Algunas ramas de Comunión Anglicana Tradicional están vinculadas a la Iglesia católica (Papa), otras ramas están vinculadas a Comunión anglicana (Arzobispo de Canterbury) y otras son totalmente independientes.

## Iglesias de la comunión
Miembros de la comunión:

África
- Iglesia Anglicana en Sudáfrica - Rito Tradicional (The Anglican Church in Southern Africa - Traditional Rite) (una diócesis en Sudáfrica y Zimbabue)
- The Church of Umzi Wase Tiyopia (una diócesis en Sudáfrica)
- Comunión Anglicana Continuante en Zambia (Continuing Anglican Communion in Zambia)[12] (una diócesis en Zambia)

América
- Iglesia Anglicana en América (The Anglican Church in America)[13]
  - Diócesis del Noreste (Diocese of the Northeast) (Connecticut, Maine, Massachusetts, Nuevo Hampshire, Nueva York, Rhode Island, Vermont).[14]
  - Diócesis del Oriente de los Estados Unidos (Diocese of the Eastern United States) (Alabama, Delaware, The District of Columbia, Florida, Georgia, Kentucky, Luisiana, Maryland, Misisipi, Nueva Jersey, Carolina del Norte, Pensilvania, Carolina del Sur, Tennessee, Virginia, West Virginia).[15]
  - Diócesis del Valle del Misuri (Diocese of the Missouri Valley) (Arkansas, Colorado, Illinois, Indiana, Iowa, Kansas,  Míchigan, Minnesota, Misuri, Nebraska, Dakota del Norte,  Ohio, Oklahoma, Dakota del Sur, Texas, Wisconsin).[16]
  - Diócesis del Occidente (Diocese of the West) (Alaska, Arizona, California, Hawái, Idaho, Montana, Nevada, Nuevo México, Oregón, Utah, Washington, Wyoming).[17]
  - Diócesis Misionera de Puerto Rico y el Caribe (The Missionary Diocese of Puerto Rico and The Caribbean).
  - Capellanía Militar de la Iglesia Anglicana en América (Military Chaplaincy of the Anglican Church in America).[18]
- Iglesia Católica Anglicana del Canadá (The Anglican Catholic Church of Canada) (una diócesis en Canadá).
- Iglesia Anglicana Tradicional Provincia de Latino-América (Traditional Anglican Church Latin America Province "TACLAP").
  - Diócesis Misionera Anglicana de Centroamérica y México (Missionary Diocese of Central America and Mexico) (Guatemala, su jurisdicción se extiende a América del Sur, América Central y México).

Asia
- Iglesia Anglicana en la India (The Anglican Church in India) (una diócesis en la India)
- Iglesia Ortodoxa de Pakistán (The Orthodox Church of Pakistan) (una diócesis en Pakistán)
- Santa Iglesia Cristiana del Japón (The Nippon Kinsuto Sei Ko Kai) (una diócesis en Japón)
- Iglesia Sociedad Misionera (Church Missionary Society) (una diócesis en el sur de la India)

Oceanía
- Iglesia Católica Anglicana de Australia (The Anglican Catholic Church of Australia) (una diócesis en Australia y una parroquia en Auckland, Nueva Zelandia)

- Iglesia del Estrecho de Torres (The Church of Torres Strait) (una diócesis en las islas australianas del estrecho de Torres en el Estado de Queensland)

Europa
- Iglesia Anglicana Tradicional (The Traditional Anglican Church) (una diócesis en Inglaterra, Escocia y Gales, y un capellán en Francia)
  - Iglesia de Escocia
- Iglesia de Irlanda - Rito Tradicional (The Church of Ireland - Traditional Rite) (una diócesis para las dos partes de Irlanda)